# Lowell (Arkansas)
Lowell és una població dels Estats Units a l'estat d'Arkansas. Segons el cens del 2000 tenia 5.013 habitants.

## Demografia
Segons el cens del 2000, Lowell tenia 5.013 habitants, 1.914 habitatges, i 1.381 famílies. La densitat de població era de 309,2 habitants/km².
Dels 1.914 habitatges en un 40% hi vivien nens de menys de 18 anys, en un 62,4% hi vivien parelles casades, en un 6,2% dones solteres, i en un 27,8% no eren unitats familiars. En el 22,5% dels habitatges hi vivien persones soles el 3,8% de les quals corresponia a persones de 65 anys o més que vivien soles. El nombre mitjà de persones vivint en cada habitatge era de 2,62 i el nombre mitjà de persones que vivien en cada família era de 3,11.
Per edats la població es repartia de la següent manera: un 28,7% tenia menys de 18 anys, un 10,6% entre 18 i 24, un 40,5% entre 25 i 44, un 15% de 45 a 60 i un 5,1% 65 anys o més.
L'edat mediana era de 29 anys. Per cada 100 dones de 18 o més anys hi havia 104,8 homes.
La renda mediana per habitatge era de 48.063 $ i la renda mediana per família de 55.944 $. Els homes tenien una renda mediana de 31.677 $ mentre que les dones 24.196 $. La renda per capita de la població era de 20.861 $. Entorn del 4,4% de les famílies i el 5,9% de la població estaven per davall del llindar de pobresa.

## Poblacions més properes
El següent diagrama mostra les poblacions més properes.